# أولاد علي بن الديك (أولاد الديك)
أولاد علي بن الديك هو دُوَّار يقع بجماعة أولاد عيسى، إقليم خريبكة، جهة بني ملال خنيفرة في المملكة المغربية. ينتمي الدوّار لمشيخة أولاد الديك التي تضم 3 دواوير. يقدر عدد سكانه بـ 418 نسمة حسب الإحصاء الرسمي للسكان والسكنى لسنة 2004.

## روابط خارجية
- البوابة الوطنية للجماعات الترابية
- المندوبية السامية للتخطيط